# طراد عبد الله
طراد عبد الله لاعب كرة قدم سعودي ، يلعب في الوسط.
لعب سابقاً في أندية الوحدة و الاتحاد في الفئات السنية و لعب بعدها في نادي الفيحاء و وقع مع نادي جدة عام 2017 .